# Kalutara (dystrykt)
Dystrykt Kalutara (tamil. களுத்துறை மாவட்டம், trl. Kaḷuttuṟai Māvaṭṭam; syng. කඵතර දිස්ත්‍රික්කය, trl. kalutara distrikkaya) – jeden z 25 dystryktów Sri Lanki. Administracyjnie należy do Prowincji Zachodniej. Stolicą tego terytorium jest miasto Kalutara.

## Położenie
Dystrykt zlokalizowany jest w zachodniej części Sri Lanki. Jest to najbardziej wysunięty na południe dystrykt Prowincji Zachodniej. Posiada bezpośredni dostęp do wód Oceanu Indyjskiego. Powierzchnia tego obszaru wynosi 1,598 km², co czyni go dwudziestym pod względem wielkości dystryktem w kraju. Największymi miastami dystryktu są Panadura, Beruwala i Kaluatra.

## Ludność
Jednostkę tę według spisu ludności z 2012 roku zamieszkuje 1 217 260, co czyniłoby dystrykt Kalutara piątym najbardziej zaludnionym na Sri Lance.
Struktura narodowościowa:
1.Syngalezi - 1 054 991 (86,7%)

2.Maurowie - 112 2761 (9,2%) 

3.Lankijscy Tamilowie - 24 362 (2,0%)

4.Indyjscy Tamilowie - 23 611 (1,9%)

5.Burgher - 968 (0,1%)

6.Malajowie -  597 (0,0%)

7.Bharatha - 44 (0,0%)

8.Ceṭṭi - 20 (0,0%)

9.Pozostali - 391 (0,0%)

## Religia
Zdecydowaną większość mieszkańców dystryktu stanowią wyznawcy buddyzmu (83,5%). Ponadto znaczącymi mniejszościami religijnymi są muzułmanie, hindusi oraz katolicy.
Struktura religijna:
1.Buddyzm -   1 016 632 (83,5%)

2.Islam - 114 422 (9,4%)

3.Hinduizm - 39 773 (3,3%)

4.Katolicyzm - 38 080 (3,1%)

5. Inne odłamy chrześcijaństwa - 8 029 (0,7%)

6. Inne - 324 (0,0%)

## Galeria

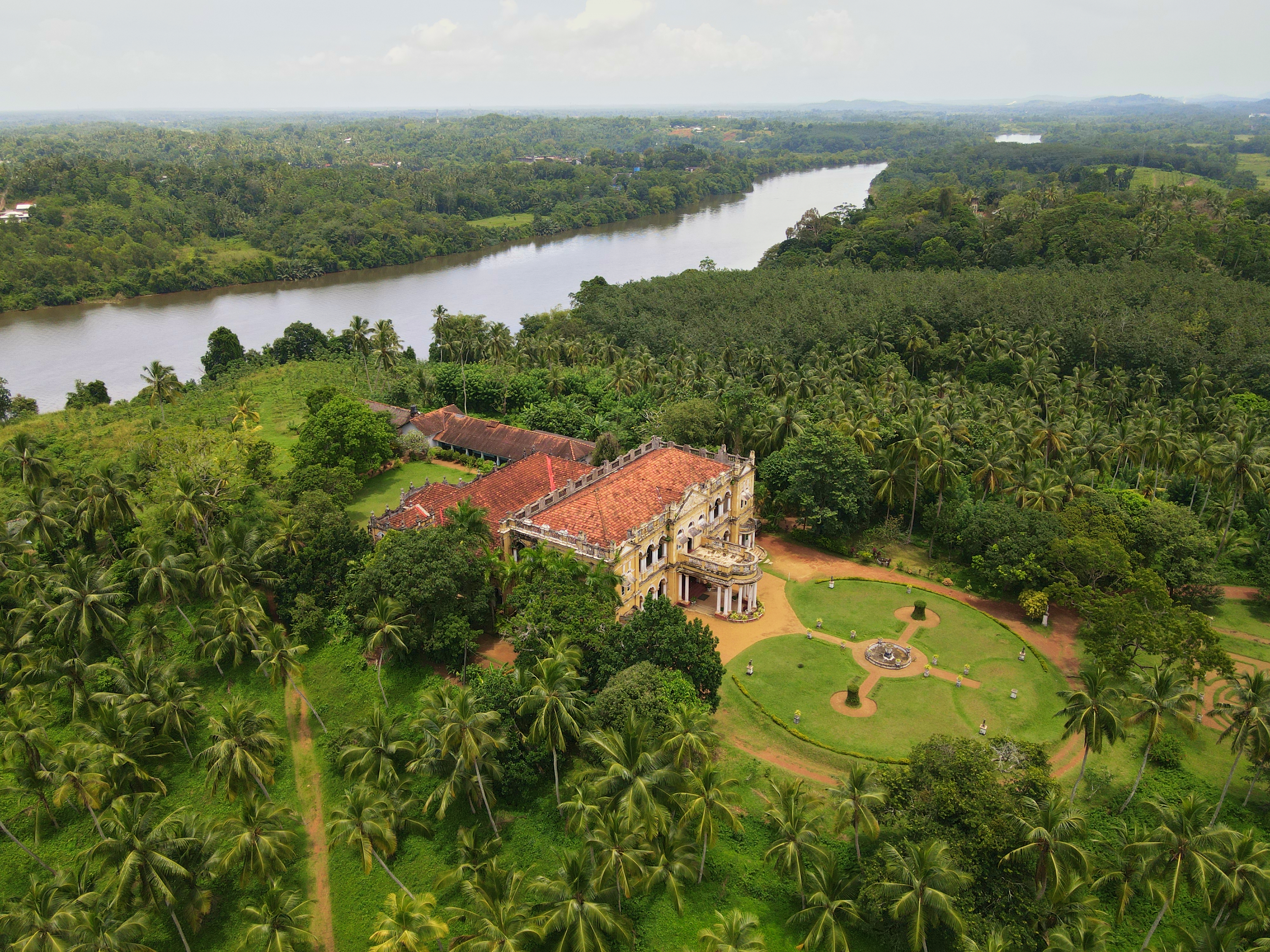
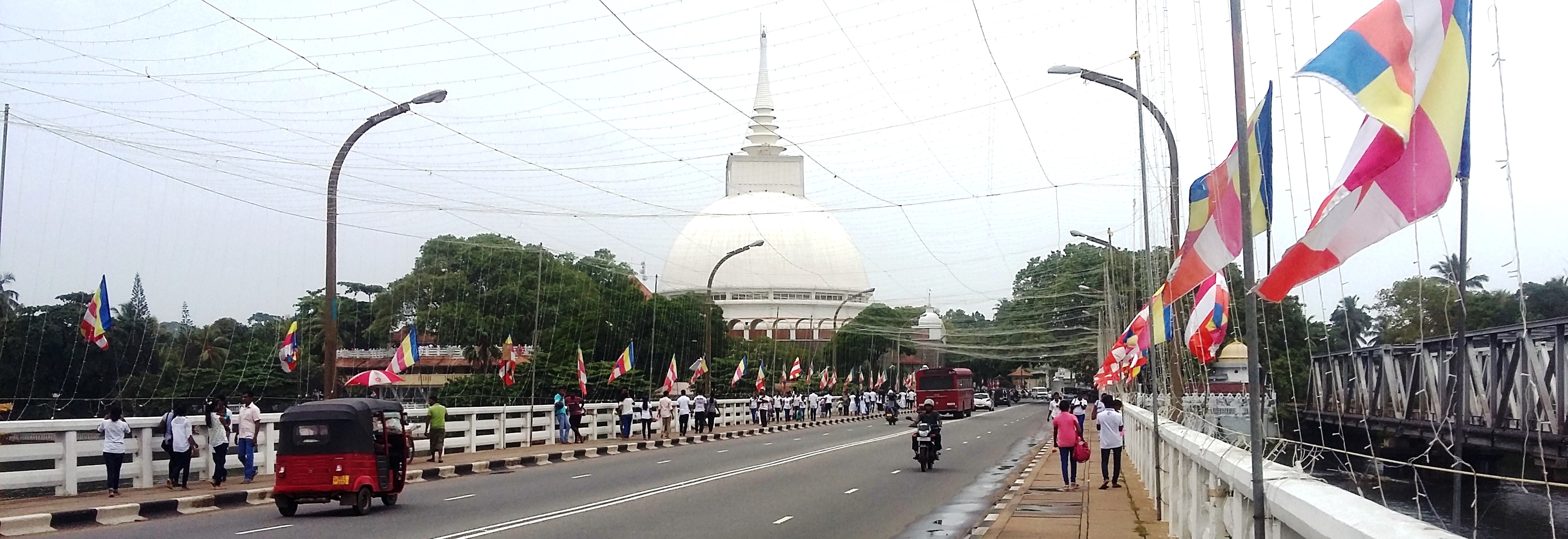
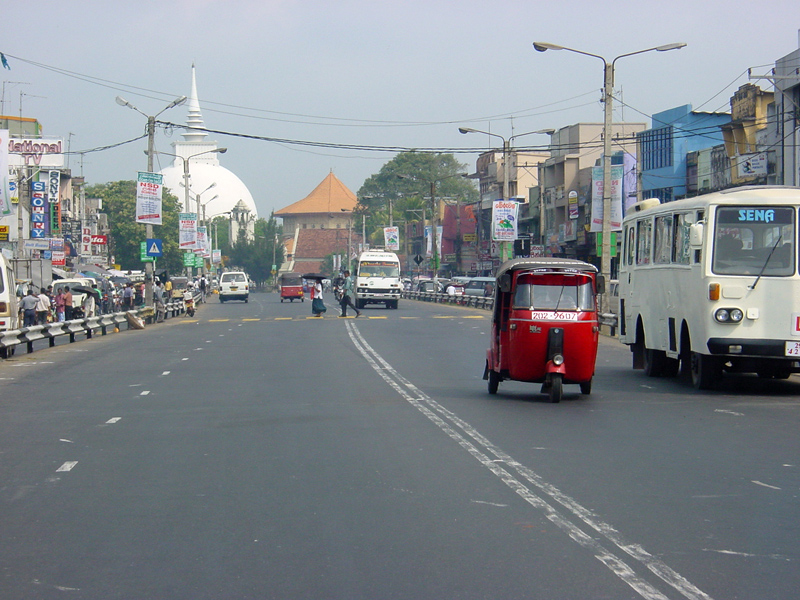
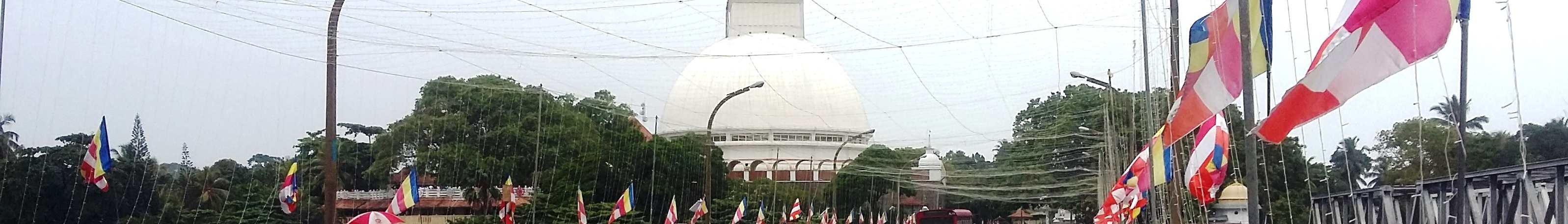